# بوديرلي
بوديرلي (بالإنجليزية: Powderly, Kentucky)‏ هي مدينة تقع في مقاطعة مولينبرغ، كنتاكي بولاية كنتاكي في وسط جنوب شرق الولايات المتحدة. تبلغ مساحة هذه المدينة 3.7 (كم²)، وترتفع عن سطح البحر 137 م، بلغ عدد سكانها 846 نسمة في عام 2000 حسب إحصاء مكتب تعداد الولايات المتحدة وتصل الكثافة السكانية فيها 226.5 نسمة/كم2.

## التركيبة السكانية
حدّد مكتب تعداد الولايات المتحدة بيانات التركيبة السكانية لبوديرلي في تعداد الولايات المتحدة. في ما يلي، التركيبة السكانية حسب تعدادي 2000 و2010.

### تعداد عام 2000
بلغ عدد سكان بوديرلي 846 نسمة بحسب تعداد عام 2000، وبلغ عدد الأسر 342 أسرة وعدد العائلات 236 عائلة مقيمة في المدينة. في حين سجلت الكثافة السكانية 203.9 نسمة لكل كيلومتر مربع (528.1/ميل2). وبلغ عدد الوحدات السكنية 396 وحدة بمتوسط كثافة قدره 95.4 لكل كيلومتر مربع (247.1/ميل2).
وتوزع التركيب العرقي للمدينة بنسبة 96.10% من البيض و2.96% من الأمريكيين الأفارقة و0.24% من الأمريكيين الأصليين و0.71% من عرقين مختلطين أو أكثر و0.24% من الهسبانيون أو اللاتينيون من أي عرق.
بلغ عدد الأسر 342 أسرة كانت نسبة 33.3% منها لديها أطفال تحت سن الثامنة عشر تعيش معهم، وبلغت نسبة الأزواج القاطنين مع بعضهم البعض 55% من أصل المجموع الكلي للأسر، ونسبة 10.2% من الأسر كان لديها معيلات من الإناث دون وجود شريك،  بينما كانت نسبة 3.8% من الأسر لديها معيلون من الذكور دون وجود شريكة وكانت نسبة 31% من غير العائلات. تألفت نسبة 26% من أصل جميع الأسر من عدة أفراد يعيشون في نفس المنزل ونسبة 13.2% كانت تتألف من شخص يعيش بمفرده يبلغ من العمر 65 عاماً أو أكثر. وبلغ متوسط حجم الأسرة المعيشية 2.47، أما متوسط حجم العائلات فبلغ 2.98.
بلغ العمر الوسطي للسكان 35.8 عاماً. وكانت نسبة 24.2% من القاطنين تحت سن الثامنة عشر، وكانت نسبة 10.5% بين الثامنة عشر والرابعة والعشرين عاماً، ونسبة 27.5% كانت واقعةً في الفئة العمرية ما بين الخامسة والعشرين والرابعة والأربعين عاماً، ونسبة 22.9% كانت ما بين الخامسة والأربعين والرابعة والستين، ونسبة 14.8% كانت ضمن فئة الخامسة والستين عاماً فما فوق. يوجد لكل 100 أنثى 92.7 ذكر، ويوجد لكل 100 أنثى في الثامنة عشر من عمرها فما فوق 81.6 ذكر.
بلغ متوسط دخل الأسرة في المدينة 23,750 دولارًا، أما متوسط دخل العائلة فبلغ 28,063 دولارًا. وكان متوسط دخل الذكور 29,250 دولارًا مقابل 16,591 دولارًا للإناث. وسجل دخل الفرد الخاص بالمدينة 11,705 دولارًا. وكانت نسبة 10.3% من العائلات ونسبة 15.6% من السكان تحت خط الفقر، وكان من هؤلاء نسبة 22.8% تحت سن الثامنة عشر ونسبة 18.6% في الخامسة والستين من العمر وما فوق.

### تعداد عام 2010
بلغ عدد سكان بوديرلي 745 نسمة بحسب تعداد عام 2010، وبلغ عدد الأسر 321 أسرة وعدد العائلات 228 عائلة مقيمة في المدينة. في حين سجلت الكثافة السكانية 179.5 نسمة لكل كيلومتر مربع (464.9/ميل2). وبلغ عدد الوحدات السكنية 358 وحدة بمتوسط كثافة قدره 86.3 لكل كيلومتر مربع (223.5/ميل2).
وتوزع التركيب العرقي للمدينة بنسبة 97.32% من البيض و0.40% من الأمريكيين الأصليين و0.54% من الأمريكيين ذوي الأصول الآسيوية و0.81% من الأعراق الأخرى و0.94% من عرقين مختلطين أو أكثر و1.07% من الهسبانيون أو اللاتينيون من أي عرق.
بلغ عدد الأسر 321 أسرة كانت نسبة 31.5% منها لديها أطفال تحت سن الثامنة عشر تعيش معهم، وبلغت نسبة الأزواج القاطنين مع بعضهم البعض 49.8% من أصل المجموع الكلي للأسر، ونسبة 16.5% من الأسر كان لديها معيلات من الإناث دون وجود شريك،  بينما كانت نسبة 4.7% من الأسر لديها معيلون من الذكور دون وجود شريكة وكانت نسبة 29% من غير العائلات. تألفت نسبة 25.2% من أصل جميع الأسر من عدة أفراد يعيشون في نفس المنزل ونسبة 9.3% كانت تتألف من شخص يعيش بمفرده يبلغ من العمر 65 عاماً أو أكثر. وبلغ متوسط حجم الأسرة المعيشية 2.32، أما متوسط حجم العائلات فبلغ 2.75.
بلغ العمر الوسطي للسكان 45.3 عاماً. وكانت نسبة 19.9% من القاطنين تحت سن الثامنة عشر، وكانت نسبة 7.5% بين الثامنة عشر والرابعة والعشرين عاماً، ونسبة 22% كانت واقعةً في الفئة العمرية ما بين الخامسة والعشرين والرابعة والأربعين عاماً، ونسبة 32.8% كانت ما بين الخامسة والأربعين والرابعة والستين، ونسبة 17.9% كانت ضمن فئة الخامسة والستين عاماً فما فوق. وتوزع التركيب الجنسي للسكان بنسبة 49.1% ذكور و50.9% إناث.

## أعلام
- جيمس بيست

## وصلات خارجية
- The US50 - Cities and Towns in Kentucky State